# 陈敬熊
陈敬熊（1921年10月16日—2022年3月16日），浙江镇海人。电磁场理论和天线设计专家，中国工程院院士。

## 生平
1947年，陈敬熊毕业于上海大同大学电机系；1950年6月，在交通大学电讯研究所研究生毕业。此后，陈敬熊一直投入到电磁波地面波传播、电磁场理论、天线与微波技术等专业上，是中国在制导雷达天线设计的早期开拓代表人物之一。 他曾担任过航天工业总公司研究员，北京大学、清华大学、北京航空航天大学教授，曾获得过国家发明奖一等奖（1985年）。著有《电磁理论中的直接法与积分方程法》。1995年，当选为中国工程院院士。
2022年3月16日，陈敬熊因病医治无效，于北京逝世。

## 外部鏈接
- 中国工程院院士信息——陈敬熊